# Джей Родригес
Джей Родригес (на английски: Jai Rodriguez) е американски актьор и музикант. Родригес е специалистът по култура в американското реалити шоу Queer Eye for the Straight Guy.

## Биография
Роден е на 22 юни 1979 в Брентууд, Ню Йорк, САЩ. Корените му са пуерторикански и италиански.
Джей е известен с театралните си роли в „Rent“ и „Zanna, Don't!“ През 2003 г. е издаден дебютният му сингъл – „Love Is Good“, а през 2007 г. и първият му самостоятелен албум.
През август 2005 г. Джей участва в сериала „One Life to Live“ на американския канал АВС.
През 2005 г. Джей е прицел на жълтите издания в САЩ, като основна тема е предполагаемата му „бисексуалност“. Причина за това става негова почитателка, която продава на таблоидите история, в която твърди, че е имала интимни отношения с него на парти.
Колегата му от „Queer Eye for the Straight Guy“ Тед Алън дава интервю за гей ориентирана радио станция и заявява, че почитателката всъщност е вманиачена преследвачка, която има за цел да „излекува“ Родригес от хомосексуалността му. Джей нарича твърденията ѝ „глупости“ и се целува открито с различни мъже на събиране на хомосексуални. Същевременно американският вестник „Дейли Нюз“ публикува статия, в която актьорът „признава“ бисексуалността си. Джей твърди, че това е добавено от журналиста, който го е интервюирал, след като го видял да танцува със стара негова приятелка. Родригес по-късно потвърждава, че е гей.